# Wolfgang Haitz

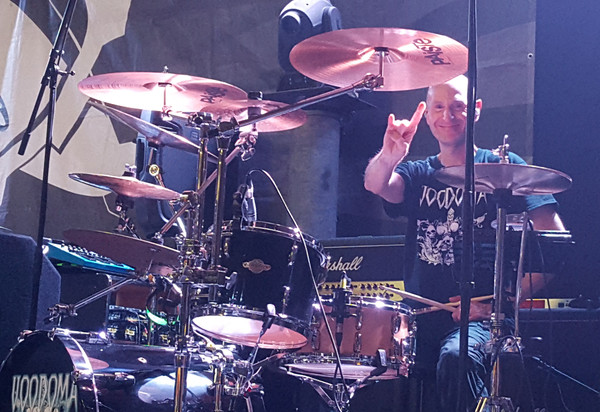
Wolfgang Haitz, 2021

Wolfgang „Wolle“ Haitz (* 14. Oktober 1962 in Moers) ist ein deutscher Schlagzeuger und Texter, vorwiegend in den Genres Rock, Hard Rock und Heavy Metal. Zu den wichtigsten Stationen seiner Laufbahn gehören die deutsche Heavy-Metal-Band Insania, die niedersächsische Rockband Barons Ball und die Düsseldorfer Dark-Metal-Band Voodoma.

## Leben und Wirken
Seine ersten musikalischen Gehversuche machte Wolfgang Haitz 1979 in der Bluesrock-Band Crossroad aus Kleve. 1982 kam er nach Dortmund und wurde dort in der Heavy-Metal-Szene aktiv. 1985 spielte er kurzzeitig in einer frühen Besetzung von Angel Dust, anschließend bei den lokalen Speed-Metallern Magic Steel. 1988 wechselte er zu der Female-Fronted Metalband Shotgun aus Düsseldorf. Im Sommer 1990 stieg er bei den Dortmunder Metallern Insania ein. Hier lernte er das Gründungsmitglied Gary Nagy kennen, mit dem er bis 2006  konstantes Mitglied der Band blieb und sechs CD-Alben und eine Maxi-CD veröffentlichte, für die er auch die meisten Texte verfasste. Im Sommer 2005 stieg er zusätzlich bei den Düsseldorfer Metallern Voodoma ein und ist auf den beiden folgenden CD-Alben und einer EP der Band als Schlagzeuger zu hören. Im Sommer 2010 verließ er die Band. Danach folgte ein kurzes Gastengagement bei der Bonner  Metalformation Ginger Red, bevor er von 2011 bis 2014 bei der Rockband Barons Ball aus Niedersachsen tätig war, mit der er zwei Alben aufnahm. Von 2016 bis 2020 spielte er nochmals bei Voodoma, die mittlerweile Dark-Metal- und Gothic-Metal-Bereich aktiv sind. 2017 veröffentlichte die Band ein weiteres CD-Album, auf dem Wolfgang Haitz zu hören ist. Während dieser Zeit spielte er auch für den Gitarristen Mikk Hollenberg das Schlagzeug auf dessen erstem Soloalbum unter dem Banner Ghostreaper ein.

## Diskografie
Mit Insania
- Streets of Madness (1991, Demo-Tape)
- Set Them Free (1993 Inline Music[4], Sublabel Battery[5], wiederveröffentlicht 1997 STF Records)
- One More … One Less (1995, Inline Music[4] Sublabel Battery[5], wiederveröffentlicht 1997 STF Records)
- House of Cards (1997, STF Records)
- Fear (1999, STF Records)
- Voyager (1999, STF Records), Maxi-CD
- Never 2L84H8 (2002, STF Records)
- Face Your Agony (2005, STF Records)

Mit Barons Ball
- Changes (2011, STF Records)
- Roadkill (2013, Artist Station Records, Soulfood)

Mit Voodoma
- Reign of Revolution (2006)
- The Anti-Dogma (2009)
- Evolution Zero (EP 2010)
- Gotland (2017, Pride & Joy Music, Soulfood)

Mit Ghostreaper
- Straight Out of Hell (2019, Pride & Joy Music, Soulfood)